# Karl Rössel-Majdan
Karl Wilhelm Viktor Rössel-Majdan (* 2. Dezember 1916 in Wien; † 6. August 2000 ebenda) war ein österreichischer Kulturwissenschaftler, Anthroposoph und Widerstandskämpfer gegen das NS-Regime.

## Leben
Karl Rössel-Majdan, Sohn des Sängers und Musiklehrers Karl Rössel-Majdan (1885–1948), studierte ab 1935 an der Universität Wien (Dr. jur. 1939, Dr. phil. 1949, Dr. rer. pol. 1951).
Nach dem „Anschluss“ Österreichs an das nationalsozialistische Deutschland 1938 baute er ab 1939 eine illegale Studentengruppe auf. Im Herbst 1938 begründete er die Großösterreichische Freiheitsbewegung, 1939 wurde er zur Wehrmacht eingezogen und nach einer Verwundung in ein Lazarett eingeliefert. Dort ging er seiner Informationstätigkeit für die Widerstandsbewegung nach, die zu seiner Verhaftung durch die Gestapo am 22. Oktober 1940 führte. Am 29. Juni 1944 wurde er vom Volksgerichtshof wegen „Vorbereitung zum Hochverrat“ zu zehn Jahren Zuchthaus verurteilt. Im März 1945 gelang ihm die Flucht aus dem Zwangsarbeitslager Wien-Lobau. Bis Kriegsende konnte er als „U-Boot“ bei einem Bekannten überleben und sich an den Kämpfen in Wien beteiligen. Lebensmittel erhielt er von seinem Vater, die von dessen Schülerin Hilde Rössel-Majdan stammten, die später seine Frau werden sollte.
Ab 1946 arbeitete Rössel-Majdan beim ORF, zunächst als wissenschaftlicher Referent und in der Personalabteilung, später als Leiter der Abteilung für Rundfunkforschung und Hauptabteilungsleiter des Auslandsdienstes der Kurzwelle. Ab 1961 war er auch in der Erwachsenenbildung tätig.

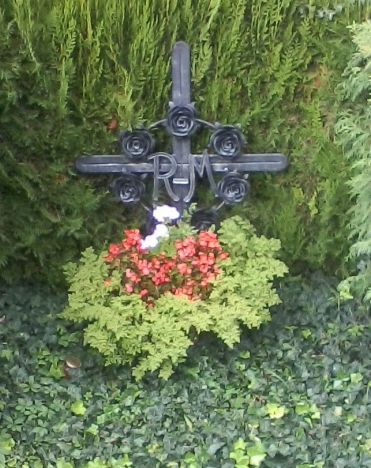
Feuerhalle Simmering – Grabstätte Rössel-Majdan

Er galt als engagierter Gewerkschafter und war sechzehn Jahre Vorsitzender der Gewerkschaft Kunst, Medien, Freie Berufe im ÖGB, daneben Generalsekretär der Arbeitsgemeinschaft für Kunst und Wissenschaft in Österreich, Vizepräsident der Österreichischen Künstlerunion sowie Gründer und Präsident der Stiftung Kuratorium für künstlerische und heilende Pädagogik.
In Österreich setzte er sich stark für die Anthroposophie und die Soziale Dreigliederung nach Rudolf Steiner ein, an der ihm besonders die starke Bedeutung der Kultur in der Politik gefiel. Seine Reisen führten ihn nach Israel und zu den Indianern in den USA. Rössel-Majdan war auch Vorsitzender der Anthroposophischen Gesellschaft in Österreich.
Er wurde am Friedhof der Feuerhalle Simmering bestattet (Abteilung 2, Gruppe 2, Ring 3, Nummer 15).

## Auszeichnungen
- Medaille des österreichischen Widerstandes
- Großes Goldenes Ehrenzeichen für Verdienste um das Land Wien
- Großes Silbernes Ehrenzeichen für Verdienste um die Republik Österreich

## Werke
- Verlogene Demokratie. Zeitgemäße Betrachtungen auf Grund der Staats- und Gesellschaftsauffassung Jakob Burckhardts. Braumüller, Wien 1949.
- „Ich bin der Mensch von heut ...“ Eine Auswahl besinnlicher und heiterer Verse. Europäischer Verlag, Wien 1950.
- Das internationale Rundfunkrecht. Mit einem Abriß der Rundfunksoziologie. Dissertation an der Universität Wien, Wien 1952.
- Der Rundfunk. Vorgeschichte und Wesen. Eine kulturwissenschaftliche Untersuchung. Braumüller, Wien 1953.
- Rundfunk und Kulturpolitik. Ein Beitrag zur Kultursoziologie. Westdeutscher Verlag, Köln/Opladen 1962.
- Vom Wunder der menschlichen Stimme. Sprachgestaltung. Troxler, Wien 1975.
- Österreichische Künstler-Union.  Die Europäische Gemeinschaft und die Kultur. Ein Beitrag zur Orientierung der österreichischen Kulturpolitik. Hrsg. und Verleger: Österreichische Künstler-Union, Wien 1990.

Herausgeber
- Kultur als 3. Kraft. Leitlinien zur Kulturpolitik. Verlag des Österreichischen Gewerkschaftsbundes, Wien 1980.
- Waldorfpädagogik als Alternative. Intensivpädagogik in Kindergarten, Tagesheim, Internat und Schule. Festschrift aus Anlaß der Jubiläumstagung „10 Jahre Comenius-Institute“ (5.–11. Juni 1981). Hrsg. Kuratorium für Künstlerische und Heilende Pädagogik. Wien 1981.
- Freie Pädagogische Vereinigung im Kuratorium für künstlerische und heilende Pädagogik (Hrsg.), Waldorfpädagogik – ein Weg zur Persönlichkeitsbildung (Eine Einführung für Lehrer, Erzieher und Eltern). Verlag Jugend und Volk, Wien/München 1984; ISBN 3-224-15140-4.